# Llambilles (Jaciment)
Llambilles es un jaciment arqueològic situat al municipi de Llambilles (Gironès), inclòs a l'Inventari del Patrimoni Arqueològic i Paleontològic de Catalunya.

## Descripció
El jaciment de Llambilles se situa als camps al Sud-oest del nucli de Llambilles, a prop de la carretera, en una zona afectada per diversos torrents. Alguns dels camps avui dia es conreen i d'altres s'utilitzant com a polígon industrial. Fou descobert per E. Carbonell el 1977.
A la petita plana de Llambilles, en una zona afectada per diversos torrents, Eudald Carbonell hi recollí dues peces lítiques:
- Ascla de quars amb una extracció a la cara dorsal, patinat.
- Ascla amb signes de talla levallois, molt patinada.

S'ha prospectat la zona després d'importants remolicions de terra i no s'ha observat la presència de material en superfície ni en les seccions obertes per les rases, tot i que sí hi havia paquets d'aport fluvial.
A partir d'aquest material s'ha proposat que el conjunt pertanyi al Paleolític mitjà. S'ha prospectat la zona després d'importants remolicions de terra sense observar la presència de material (ni superfície ni en les seccions obertes per les rases) tot i que sí que hi havia paquets d'aportació fluvial.